# Dirk Rijnders
Dirk Rijnders (Harderwijk, 8 maart 1909 – Eindhoven, 7 november 2006) was een Nederlands politicus en bestuurder voor de Christelijk-Historische Unie (CHU). Voor deze politieke partij was hij 31 jaar burgemeester en daarnaast negen jaar Statenlid en acht jaar Eerste Kamerlid. Hij was vooral deskundig op het gebied van ruimtelijke ordening en woningbouw.

## Levensloop

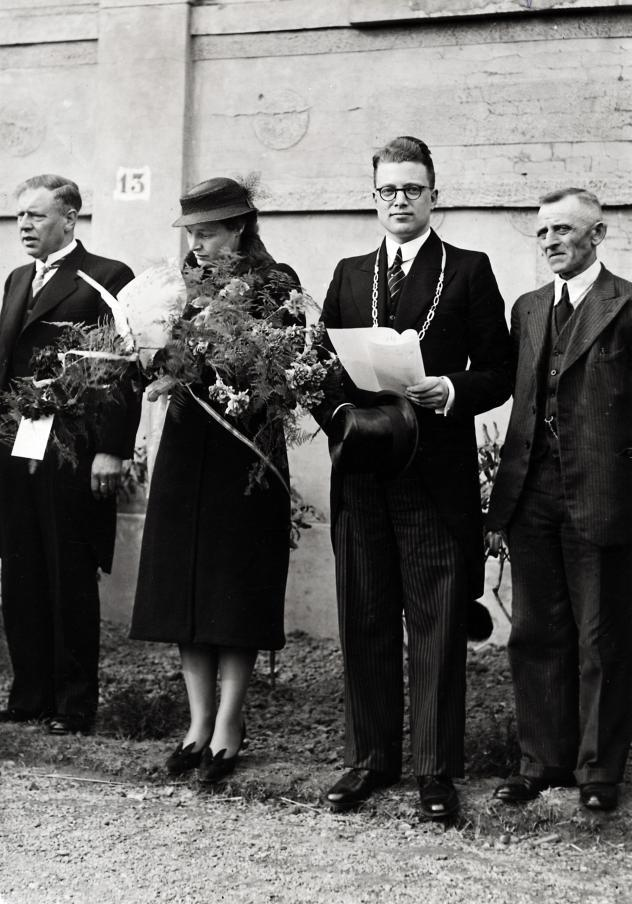
D. Rijnders als burgemeester van Oude-Tonge (1940)

Hij startte in 1928 zijn loopbaan als ambtenaar bij de gemeente Hillegersberg. In 1940 werd hij burgemeester van Oude-Tonge. In 1941 werd hij benoemd tot burgemeester van Woubrugge. In 1946 werd hij burgemeester op het Zuid-Hollandse eiland Goeree-Overflakkee. Hij maakte daar de Watersnood van 1953 mee, waarbij zijn gemeenten Middelharnis en Sommelsdijk zwaar werden getroffen. In 1955 volgde zijn benoeming tot burgemeester van Nieuwer-Amstel, dat in 1964 opging in de gemeente Amstelveen. Tijdens zijn burgemeesterschap groeide deze plaats van 10.000 naar 55.000 inwoners.
Dirk Rijnders vervulde een groot aantal maatschappelijke nevenfuncties. Hij was onder meer voorzitter van de Federatie van Diaconieën en voorzitter van de Koninklijke Nederlandse Brandweervereniging (thans Koninklijke Nederlandse Vereniging voor Brandweer en Hulpverlening).
In de jaren zestig was hij tevens lid van de Provinciale Staten van Noord-Holland en vervolgens in de jaren zeventig lid van de Eerste Kamer.
Na zijn burgemeesterschap in Amstelveen werd hij in 1971 directeur (later president-directeur) van Holding Polyzathe B.V. (een ontwikkelingsmaatschappij van de Pakhoed-Nederhorst Holding), daarna had hij van 1974 tot 1977 een directeursfunctie bij uitzendbureau Randstad.

## Persoonlijk
Rijnders was getrouwd en had twee dochters en een zoon. Hij was lid van de Nederlandse Hervormde Kerk en overleed op 97-jarige leeftijd. Zowel zijn vader als zijn broer waren predikant in de Nederlandse Hervormde Kerk, zijn vader was ook directeur van de zending van dit protestantse kerkgenootschap. Zijn schoonvader, Frederik Hendrik van Kempen, was de laatste burgemeester van Hillegersberg.
- Biografisch Portaal: 72237512
- Gemeinsame Normdatei: 1013549422
- International Standard Name Identifier: 0000 0001 2332 8533
- Nederlandse Thesaurus van Auteursnamen: 068661363
- Parlement.com: vg09llgqn1qb
- Virtual International Authority File: 173063477
- WorldCat: E39PBJh8T7GBRyCtq7xqcft7pP